# Rivière Étienniche
Pour les articles homonymes, voir Étienniche.
La rivière Étienniche est un cours d’eau du bassin de la rivière Péribonka, coulant dans le territoire non organisé de Passes-Dangereuses, dans la municipalité régionale de comté (MRC) de  Maria-Chapdelaine, dans la région administrative de Saguenay–Lac-Saint-Jean, dans la province de Québec, au Canada.
Le bassin versant de la rivière Étienniche est desservi par la route forestière R0250 (chemin de la « chute de la Passe » et quelques routes secondaires desservent la zone pour les besoins de la foresterie et des activités récréotouristiques,,.
La foresterie constitue la principale activité économique du secteur ; les activités récréotouristiques, en second.
La surface de la rivière Étienniche est habituellement gelée de la fin novembre au début avril, toutefois la circulation sécuritaire sur la glace se fait généralement de la mi-décembre à la fin mars.

## Géographie
Les principaux bassins versants voisins de la rivière Étienniche sont :
- côté Nord : rivière au Serpent, rivière Péribonka, lac Péribonka, rivière des Prairies ;
- côté Est : rivière au Serpent, rivière Péribonka, rivière Manouane, rivière Manouaniche ;
- côté Sud : lac Étienniche, rivière D'Ailleboust, rivière Alex, rivière Péribonka, rivière du Portage, ruisseau Margot, rivière du Sault ;
- côté Ouest : lac D'Ailleboust, rivière D'Ailleboust, lac Brûle-Neige, rivière Brûle-Neige, rivière Mistassibi Nord-Est, rivière Mistassibi[2].

La rivière Étienniche prend sa source à l’embouchure du Lac Étienniche (longueur : 14,3 km ; altitude : 318 m) presque à la limite de la zec des Passes. Cette source est située dans le territoire non organisé de Passes-Dangereuses à :
- 5,4 km au Nord-Ouest de l’embouchure de la rivière Étienniche (confluence avec la rivière au Serpent) ;
- 11,1 km au Nord-Ouest de l’embouchure de la rivière au Serpent (confluence avec la rivière Péribonka) ;
- 55,2 km au Sud de l’embouchure du lac Péribonka (traversé par la rivière Péribonka) ;
- 37,6 km au Nord-Ouest du cours de la rivière Mistassibi ;
- 16,5 km au Nord-Ouest de l’embouchure de la rivière Manouane (confluence avec la rivière Péribonka)[2],[5].

À partir de sa source (lac Étienniche), la rivière Étienniche coule sur 8,1 km, entièrement en zone forestière, selon les segments suivants :
- 4,6 km vers le Nord-Est en traversant des rapides, puis le Nord-Ouest recueillant la décharge (venant du Sud-Ouest) de quelques petits lacs dont Grenier, Noir et Lambert, et en traversant sur 0,7 km le lac Namesh (longueur : 1,5 km ; altitude : 320 m), jusqu’à son embouchure. Note : Ce lac reçoit du côté Ouest la décharge de quelques lacs ;
- 0,4 km vers le Nord jusqu’à la décharge (venant de l’Ouest) des lacs du Chef et Mush ;
- 3,1 km vers le Nord en formant une courbe vers l’Ouest et en recueillant la décharge (venant de l’Ouest) de trois lacs non identifiés, jusqu’à son embouchure[2].

La rivière Étienniche se déverse sur la rive Sud de la rivière au Serpent, à :
- 11,0 km au Nord-Ouest de l’embouchure de la rivière au Serpent (confluence avec la rivière Péribonka) ;
- 17,0 km à l’Ouest du cours de la rivière Péribonka ;
- 17,1 km au Nord-Est de l’embouchure de la rivière Manouane ;
- 32,0 km au Sud de l’embouchure du lac Péribonka lequel est traversé vers le Sud-Est par la rivière Péribonka ;
- 33,1 km à l’Ouest d’une baie de la partie Ouest du réservoir Pipmuacan ;
- 44,9 km au Nord-Est du cours de la rivière Mistassibi ;
- 41,6 km au Nord-Ouest du barrage à l’embouchure du lac Pamouscachiou (faisant partie du réservoir Pipmuacan) ;
- 110,3 km au Nord de l’embouchure de la rivière Péribonka (confluence avec le lac Saint-Jean)[2].

À partir de l’embouchure de la rivière Étienniche, le courant descend la rivière au Serpent sur 16,3 km vers le Sud-Est, le cours de la rivière Péribonka sur 150,3 km vers le Sud, traverse le lac Saint-Jean sur 29,3 km vers l’Est, puis emprunte sur 155 km le cours de la rivière Saguenay vers l’Est jusqu'à la hauteur de Tadoussac où il conflue avec le fleuve Saint-Laurent.

## Toponymie
Le toponyme de rivière Étienniche a été officialisé le 5 décembre 1968 à la Banque des noms de lieux de la Commission de toponymie du Québec.